# Jupille (Luxemburg)
Jupille is een dorp in de Belgische provincie Luxemburg. Het ligt in deelgemeente Hodister in de gemeente Rendeux. Jupille ligt aan de Ourthe, drie kilometer ten oosten van het centrum van Hodister. De plaats wordt soms ook wel Jupille-sur-Ourthe genoemd, ter onderscheid met Jupille-sur-Meuse.

## Geschiedenis
Op het eind van het ancien régime werd Jupille een gemeente, maar deze werd in 1823 alweer opgeheven en bij Hodister gevoegd. In 1977 werd Hodister met daarin Jupille een deelgemeente van Rendeux.

## Bezienswaardigheden
- de Église Saint-Remacle

## Verkeer en vervoer
Door Jupille loopt de N833, de weg tussen Hotton en La Roche-en-Ardenne.
Deelgemeenten: Beffe · Hodister · Marcourt · Rendeux

Overige kernen: Chéoux · Devantave · Gênes · Hamoul · Jupille · Laidprangeleux · Magoster · Marcouray · Rendeux-Bas · Rendeux-Haut · Ronzon · Trinal · Waharday · Warisy

Belgische gemeenten · Arrondissement Marche-en-Famenne · Luxemburg · Wallonië